# Pierre Audard
Pour les articles homonymes, voir Audard.
Pierre Audard, né à Vernouillet (Seine-et-Oise) le 16 août 1909 et mort à Paris le 4 août 1981, est un écrivain et poète français.

## Biographie
Étudiant en droit, il publie deux poèmes, Dormeuse-étoile ou les pillards de la mer, Rose noire, dans le numéro 3 de la revue surréaliste Le Grand Jeu que dirigent René Daumal, Roger Gilbert-Lecomte et Joseph Sima.
Il publie dans Zarathoustra, Présence, Variétés, Chantiers, Transition, Bifur, Les Cahiers du Sud, Raison d'être.
Il quitte le mouvement surréaliste en 1932.
Il adhère à l'Association des écrivains et artistes révolutionnaires (AEAR) et au Parti communiste français jusqu'en 1938.

## Œuvres
- « La proie du vide », Bifur, no 7-8, Éditions du Carrefour, 1930 lire sur Google Livres
- « Le soir se tient debout sur une petite plage sèche », Raison d'être, 1930
- des poèmes de Pierre Audard ont été publiés dans la revue roumaine Unu (en), traduits par Sașa Pană (en) en 1930, 1931 et 1932 et dans Contimporanul (en) de Ion Vinea[8]

## Pour approfondir